# 下吉谷駅
下吉谷駅（しもよしたにえき）は、石川県石川郡鳥越村下吉谷（現・白山市下吉谷町）にかつてあった、北陸鉄道金名線の駅（廃駅）である。

## 歴史
- 1926年（大正15年）2月1日：金名鉄道の駅として開業。
- 1943年（昭和18年）10月13日：金名鉄道が合併されたことにより、北陸鉄道金名線の駅となる。
- 1956年（昭和31年）10月1日：列車交換設備を設置、閉塞取扱駅となる[1]。
- 1966年（昭和41年）12月21日：列車交換設備が廃止、再び棒線化[1]。
- 1983年（昭和58年）10月31日：豪雨による大日川橋梁の橋脚周囲の岩盤崩壊により、大日川 - 白山下間が休止、それにより当駅も休止。
- 1984年（昭和59年）
  - 3月11日：復旧により営業を再開。
  - 12月12日：手取川橋梁が危険な状態となったことにより、加賀一の宮 - 白山下間の金名線全線が休止、それにより当駅も休止。
- 1987年（昭和62年）4月29日：金名線は営業再開することなく全線廃止、それにより廃駅。

## 駅構造
駅廃止時は片面ホーム1本の無人駅であったが、一時期は列車交換が可能な閉塞取扱駅だったことがあった。

## 利用状況
1984年（昭和59年）当時の乗降客数は、一日平均62人であった。

## 隣の駅
北陸鉄道
金名線
釜清水駅 - 下吉谷駅 - 西佐良駅